# Franziska Bruck
Franziska Bruck (geboren 29. Dezember 1866 in Ratibor, Provinz Schlesien; gestorben 2. Januar 1942 in Berlin) war eine deutsche Unternehmerin. In Berlin betrieb sie einen Blumenladen und eine Schule für Blumenschmuck und wurde im Zweiten Weltkrieg Opfer des Nationalsozialismus.

## Leben und Wirken
Franziska Bruck wurde Ende Dezember 1866 in der oberschlesischen Stadt Ratibor geboren. Sie war das dritte von acht Kindern des jüdischen Gutshofbesitzers Fedor Bruck (1834–1892) und dessen Ehefrau Friederike, geborene Mockrauer (1836–1924). Ihre Eltern führten in Ratibor das Hotel „Prinz von Preußen“, das nach dem Tod des Vaters von ihrem ältesten Bruder Felix übernommen wurde.
Im Jahr 1902 zog Franziska mit ihrer jüngeren Schwester, der späteren Friedensaktivistin Elsbeth Bruck, und ihrer alleinstehenden Mutter nach Berlin. Dort betrieb sie, die seit ihrer Kindheit Blumen geliebt und gepflegt hatte, in der Potsdamer Straße einen Blumenladen.

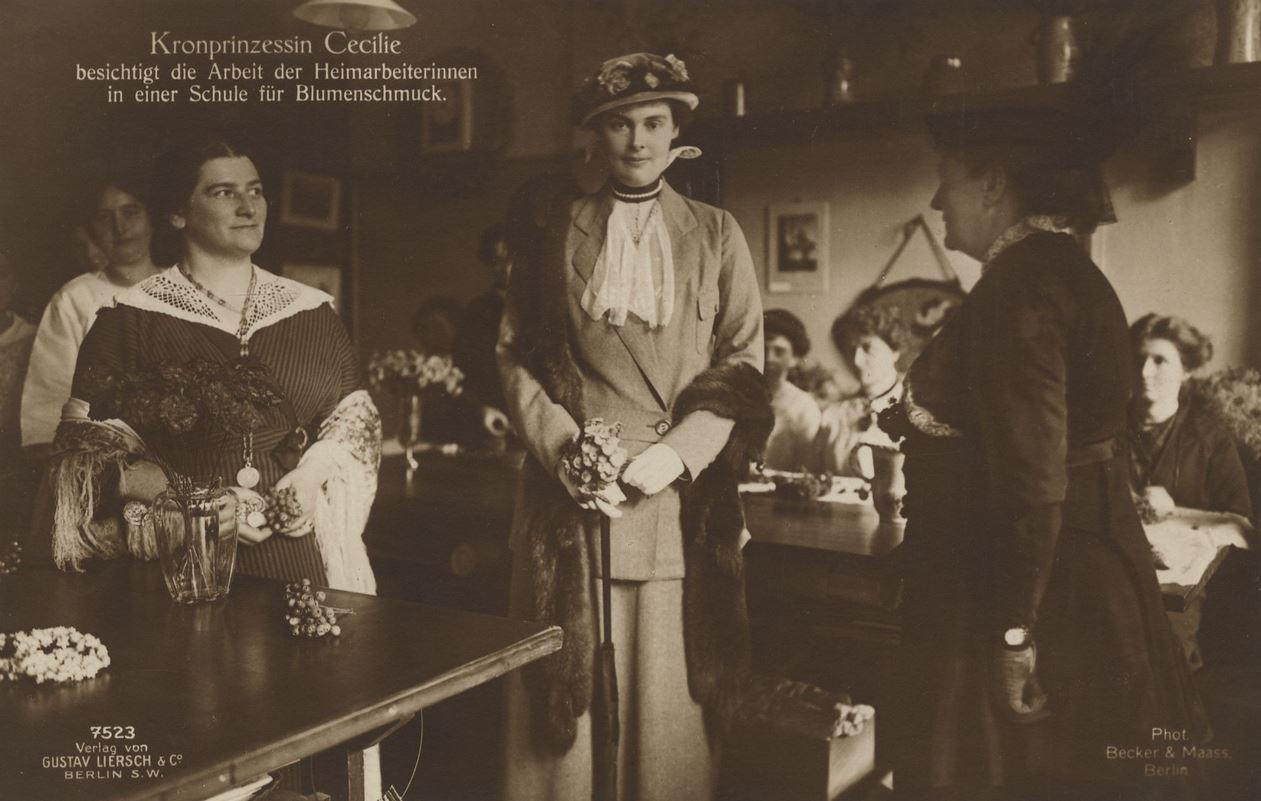
Fotopostkarte vom Besuch der Kronprinzessin Cecilie (Mitte) in der Schule für Blumenschmuck von Franziska Bruck (links)

Mit mehr als einem Dutzend Schülerinnen eröffnete Bruck im Oktober 1912 eine Schule für Blumenschmuck. In ihrem kleinen Unternehmen bildete sie in Kursen, die sich teilweise über einen Zeitraum von zehn Monaten erstreckten, „Damen höherer Stände“ als Blumenbinderinnen und Gärtnerinnen aus. Dass Brucks Schule hoch angesehen war, zeigte sich auch bei einem Besuch der letzten deutschen Kronprinzessin Cecilie, die sich persönlich vor Ort über „die Arbeit der Heimarbeiterinnen“ informierte. Dieses besondere Ereignis ist durch eine eigens hergestellte Fotopostkarte dokumentiert. Das Kaiserpaar soll ebenfalls zu Brucks Kunden gezählt haben.

Mehrseitige Aufsätze über Franziska Brucks florale Kunst erschienen in Deutsche Kunst und Dekoration und in Dekorative Kunst, den bedeutendsten Kunstzeitschriften jener Zeit. Der Kunstkritiker Paul Westheim schrieb 1913 über sie: 

„Franziska Bruck ist eine Dichterin. Ihre Reime sind blühende Blumen, ihre Verse duftende Sträuße. Wie ein echter Dichter schafft sie aus einem tiefen, ganz innerlichen Gefühl heraus, aus dem Erkennen der Natur, von deren unerschöpflicher Schönheit sie einen Abglanz widerzuspiegeln versucht in dem, was ihre Hände ordnen. […] Weder alte noch neue Regeln der Blumenbinderei greift sie auf. Sie ist eben da, so wie sie ist – als eine Künstlerin, die auf ihre Art die Schönheit der Blumen erlebt und als rechtes Glückskind die Gabe bekommen hat, diese Erlebnisse für uns andere sinnfällig zu machen.“

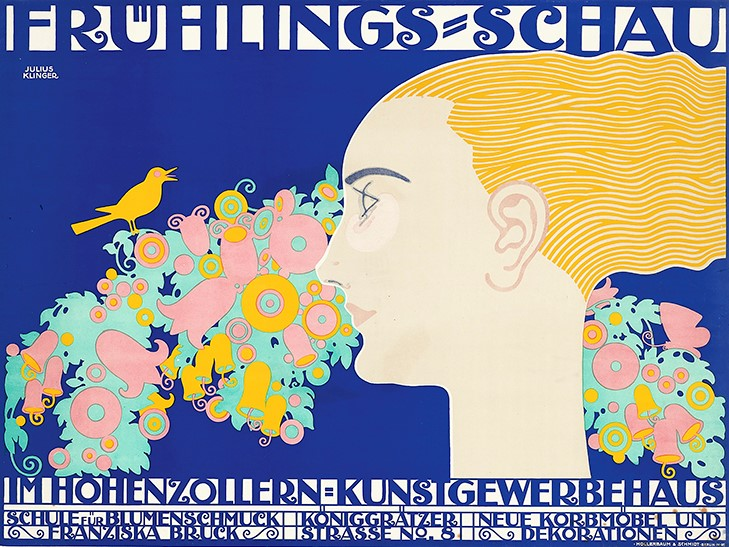
Werbeplakat von Julius Klinger, 1914

Im Februar 1914 veranstaltete Bruck mit ihren Schülerinnen eine Frühlingsschau im sogenannten Hohenzollern-Kunstgewerbehaus in der Königgrätzer Straße. Mit einem farbenfrohen großformatigen Plakat, das der österreichische Grafiker Julius Klinger entworfen hatte, wurde für die Veranstaltung geworben. In der Zeitschrift Die Gartenkunst wurden die verschiedenen Arrangements ausführlich beschrieben und gelobt, und es wurden zwei Fotos von Räumen mit besonderem Blumenschmuck abgedruckt.
Bruck veröffentlichte in den Jahren 1919 und 1927 zwei Bücher mit den Titeln Blumen und Ranken und Blumenschmuck, die in mehreren Auflagen erschienen.
Wie die meisten ledigen Frauen der damaligen Zeit besaß Franziska Bruck keine eigene Wohnung. Sie wohnte zur Untermiete „bei Simonsohn“ in der Prinzregentenstraße 75 in Berlin-Wilmersdorf. Ihre letzte Wohnadresse lautete jedoch „Waitzstraße 9“ in Charlottenburg. Dort wurde sie am 2. Januar 1942 – wenige Tage nach Vollendung ihres 75. Lebensjahres – tot aufgefunden. Sie hatte sich selbst durch Erhängen das Leben genommen, vermutlich wegen ihrer angekündigten Deportation in ein Konzentrationslager. Bald danach wurden vier andere Hausbewohnerinnen deportiert.

## Gedenken

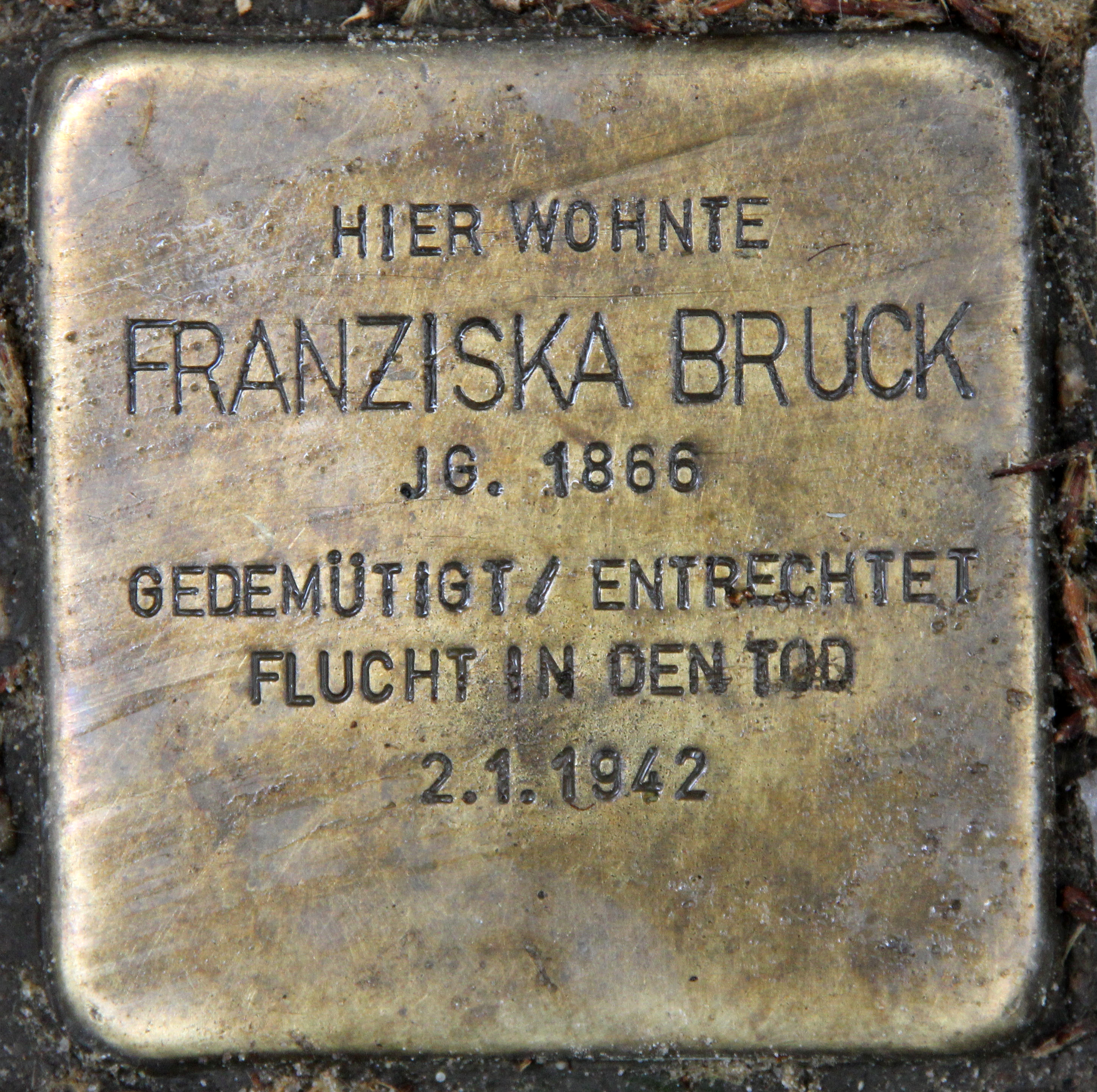
Stolperstein für Franziska Bruck in Berlin-Wilmersdorf

Am 22. Juni 2011 wurde an ihrer langjährigen Wohnadresse in der Prinzregentenstraße 75 in Berlin-Wilmersdorf ein Stolperstein für Franziska Bruck verlegt.

## Familie
Ihre ältere Schwester Charlotte (geboren 1865) heiratete ihren verwitweten Onkel Josef Mockrauer (1845–1895), einen Bruder ihrer Mutter. Sie war die Mutter des Philosophen und Erwachsenenbildners Franz Mockrauer.

## Veröffentlichungen
- Blumen und Ranken, Bruckmann, München 1919.
- Blumenschmuck, Verlagsanstalt Trowitsch & Sohn, Frankfurt/Oder 1927.